# Palavra "crise" em chinês

危機 e 危机 : a palavra 'crise', escrita em
chinês tradicional e em chinês simplificado.

A palavra chinês para "crise" (chinês tradicional: 危機, chinês simplificado: 危机, pinyin: 'wēijī', Wade–Giles: 'wei-chi') é muitas vezes invocada em palestras e textos  motivacionais de autoajuda junto com a declaração de que esses 2 caracteres representam "risco" e "oportunidade". Porém,  essa  tradução pode ser um tanto falaciosa, uma vez que o caráter  jī,  isoladamente, não significa necessariamente "oportunidade."

## Análise dewēijī
O sinólogo Victor H. Mair, da Universidade da Pensilvânia, classifica essa interpretação popular do wēijī  no mundo  anglófono (e no Ocidente em geral)  como "uma percepção popular equivocada muito difundida." Mair argumenta que, enquanto wēi (危) significa aproximadamente "perigo, perigosos; causar perigo, ameaçar; risco; precário, precipitado; alto; medo, pavor, receio" (como em wēixiăn 危险, "perigoso"), o polissêmico jī (机) não necessariamente significa "oportunidade". O substantivo composto  jīhuì (机会) significa "oportunidade", mas  jī pode adquirir muitos significados diferentes, incluindo "maquinaria, avião, ocasião apropriada, ponto crucial, momento incipiente, oportuno, oportunidade, sorte, segredo, palavra-chave, ardiloso."  Todavia, esses são significados secundários. Segundo Mair, jī somente tem alguma dessas conotações secundárias (tais como "oportunidade") quando usado em conjunção com outro morfema (nesse caso  jīhuì); sozinho, não tem esses significados. O filólogo sugere que  jī, em wēijī, significa "ponto crucial, crítico", e não "oportunidade".

## Origem
O linguista norte-americano Benjamin Zimmer apresentou a história do  significado de weiji, em 1938, no  editorial de um jornal  em língua inglesa para missionários na China.
O uso do  termo provavelmente teve o seu grande momento quando John F. Kennedy fez um discurso em Indianápolis, no dia  12 de abril de 1959:
Quando escrita em chinês, a palavra crise é composta por dois caracteres.
Um representa perigo e o outro representa oportunidade.
Kennedy usou frequentemente essa ideia como   recurso retórico  nas suas mensagens, e o mesmo foi apropriado por Richard M. Nixon e outros políticos, sendo imitados por consultores motivacionais e palestrantes  do mundo dos negócios.  Condoleezza Rice, por exemplo, usou essa interpretação durante as discussões sobre o conflito israelo-palestino,  em 2007,   e  Al Gore fê-lo, tanto no seu testemunho na “U.S. House of Representatives” do Congresso dos Estados Unidos (Comitê de Energia e Comércio”, como no seu discurso de agradecimento, ao receber o o Prêmio Nobel da Paz, em 2007.
Citando Mair, que sugerira que a popularidade dessa interpretação da palavra chinesa se devia em parte ao seu caráter de wishful thinking",   Benjamin Zimmer  atribuiu o grande apelo dessa anedota à sua extrema conveniência, como ferramente retórica  otimista, no caso de um  "apelo à ação".